# Lasiopogon albidus
Lasiopogon albidus là một loài ruồi trong họ Asilidae. Lasiopogon albidus được Cole & Wilcox miêu tả năm 1938. Loài này phân bố ở vùng Tân Bắc giới.